# 南博凯乌瓦
南博凯乌瓦是巴西巴拉那州的一个市镇。总面积826.344平方公里，总人口9910人，人口密度12人/平方公里。